# Ḥ
Cette page contient des caractères spéciaux ou non latins. S’ils s’affichent mal (▯, ?, etc.), consultez la page d’aide Unicode.
Ḥ (minuscule : ḥ), appelé H point souscrit, est un graphème utilisé dans l'écriture du hassanya, de l'angas, ou de certains dialectes de l’asturien, ainsi que dans la translittération et transcription des langues indiennes, la translittération de l'alphabet arabe, et la transcription des langues berbères telles que le kabyle, le chleuh, le rifain, le chaoui, le tamasheq, le chelha tunisien, le nafusi, le siwi, etc. Il s'agit de la lettre H diacritée d'un point souscrit.

## Utilisation
En asturien, ‹ ḥ › est utilisé pour noter la prononciation dialectale de l’asturien oriental du ‹ h › (habituellement non prononcé) : /h/, /x/.
Cette lettre est aussi utilisée pour la translittération de la lettre ח (heth - U+05D7) de l'alphabet hébreu.

### Transcription des langues indiennes
En transcription des langues indiennes le Ḥ retranscrit le visarga.

### Romanisation des langues sémitiques
Dans la romanisation ALA-LC de l’hébreu, du yiddish et du judéo-arabe, le ḥ est utilisé pour translittérer le het ‹ ח ›,, et dans la romanisation ALA-LC de l’arabe, le ḥāʾ ‹ ح ›.

### Tamasheq
Au Mali, le tamasheq utilise le Ḥ.

## Représentations informatiques
Le H point souscrit peut être représenté avec les caractères Unicode suivants :
- précomposé (Latin étendu additionnel) :

| formes    | représentations | chaînes de caractères | points de code | descriptions                             |
| --------- | --------------- | --------------------- | -------------- | ---------------------------------------- |
| majuscule | Ḥ               | Ḥ                     | U+1E24         | lettre majuscule latine h point souscrit |
| minuscule | ḥ               | ḥ                     | U+1E25         | lettre minuscule latine h point souscrit |

- décomposé (latin de base, diacritiques) :

| formes    | représentations | chaînes de caractères | points de code | descriptions                                         |
| --------- | --------------- | --------------------- | -------------- | ---------------------------------------------------- |
| majuscule | Ḥ               | H◌̣                    | U+0048 U+0323  | lettre majuscule latine h diacritique point souscrit |
| minuscule | ḥ               | h◌̣                    | U+0068 U+0323  | lettre minuscule latine h diacritique point souscrit |